# Бух (Хунсрик)
Бух (њем. Buch) општина је у њемачкој савезној држави Рајна-Палатинат. Једно је од 134 општинска средишта округа Рајн-Хунсрик. Према процјени из 2010. у општини је живјело 924 становника. Посједује регионалну шифру (AGS) 7140021.

## Географски и демографски подаци
Бух се налази у савезној држави Рајна-Палатинат у округу Рајн-Хунсрик. Општина се налази на надморској висини од 408 метара. Површина општине износи 13,4 km². У самом мјесту је, према процјени из 2010. године, живјело 924 становника. Просјечна густина становништва износи 69 становника/km².